# Nemoron nomas
Nemoron nomas is een krabbensoort uit de familie van de Potamidae. De wetenschappelijke naam van de soort is voor het eerst geldig gepubliceerd in 1996 door Ng.